# Lesja Ukrajinka
Lesja Ukrajinka (ukr. Леся Українка) je pseudonim za jednu od najpoznatijih ukrajinskih spisateljica i društveno-političkih aktivistica Larisu Petrivnu Kosač-Kvitku (ukr. Лариса Петрівна Косач-Квітка – Larysa Petrivna Kosač-Kvitka); (Novograd-Volinjskij, 13. veljača 1871. – Surami, 1. kolovoza 1913.). Lesja je rođena u današnjoj Žitomirskoj oblasti koja je tada bila sastavni dio Ruskog carstva, ali je od malih nogu odgojena u ukrajinskom spisateljskom duhu s obzirom na to da je bila drugo dijete ugledne ukrajinske spisateljice Olge Drahomanov-Kosač (književni pseudonim Olga Pčilka).
Unatoč tome što Lesja s očeve strane nije imala isključivo ukrajinske korijene, njezina majka je imala vrlo veliki utjecaj na njezin književni razvoj proukrajinske orijentacije, a u privatnom domu govorio se i koristio isključivo ukrajinski jezik. Lesja je zahvaljujući majci imala privatne poduke iz ukrajinskog jezika i nastojala je izbjeći obvezne osnovne škole u kojima se podučavao isključivo ruski jezik. Lesja je do svoje četvrte godine naučila čitati, a zajedno sa svojim bratom Mihajlom u narednom periodu je naučila jezične osnove 9 svjetskih jezika.
Lesja Ukrajinka je sa svega 8 godina napisala svoju prvu pjesmu «Nada», koja je nastala povodom uhićenja i progonstva njezine tete Olene koja je bila dio pokreta protiv autokratskog ruskog carskog režima. Godine 1879. cijela obitelj se preselila iz središnje u zapadnu Ukrajinu, gradić Luck, a iste godine njezin otac Petro započeo je gradnju kuće u manjem seoskom mjestu Kolodjažne. Majčin brat Mihajlo Drahomanov, ugledni ukrajinski znanstvenik, povjesničar i filozof, također je imao veliki utjecaj u daljenjem razvoju mlade Lesje. 
Lesja je tijekom svog života surađivala s uglednim ukrajinskim glezbenim skladateljem Mikolom Lisenkom i piscem Mihajlom Starickim te je postala jedna od najutjecajnijih ukrajinskih ženskih društveno-političkih aktivista.

## Ukrajinska literatura
- Забужко О. Notre Dame d’Ukraine: Українка в конфлікті міфологій. - К. 2007;
- Зеров М. Леся Українка. X. — К. 1924;
- Музичка А. Леся Українка, її життя, гром. діяльність і поетична творчість. О. 1925;
- Драй-Хмара М. Леся Українка. Життя і творчість. К. 1926;
- Леся Українка. Публікації. Статті. Дослідження, т. І — III. 1954 — 60;
- Одарченко П. Леся Українка і М. П. Драгоманов. Нью-Йорк 1954;
- Бабишкін О. і Курашова В. Леся Українка. Життя і творчість. К. 1955;
- Бабишкін О. Драматургія Лесі Українки. К. 1963;
- Журавська І. Леся Українка та зарубіжні літератури. К. 1963;
- Спогади про Лесю Українку. К. 1963. 2 вид. 1971;
- Денисюк І., Міщенко Л. Дивоцвіт. Джерела і поетика «Лісової пісні» Лесі Українки. Л. 1963;
- Аврахов Г. Художня майстерність Лесі Українки. К. 1964;
- Кулінська Л. Поетика Лесі Українки. К. 1967;
- Сверстюк Євген Олександрович|Сверстюк Є. «На полі чести». В кн. Є. Сверстюк, «Собор у риштованні». Париж — Балтімор. 1970, стор. 106 — 12, а також у газ. Літ. Україна, ч. 61, 1963;
- Леся Українка. Документи і матеріали. 1871—1970. К. 1971.

## Vanjske poveznice
- Women's Voices in Ukrainian Literature
- Poet and playwright Larysa Kosach-Kvitka
- Леся Українка  Arhivirana inačica izvorne stranice od 11. rujna 2009. (Wayback Machine)
- Алфавітний покажчик творів